# 1901
1901 (MCMI) byl rok, který dle gregoriánského kalendáře započal úterým. Jednalo se o první rok dvacátého století.

## Události
- 1. května – v Ostravě byl zahájen provoz elektrické tramvaje, v souvislosti s tímto byl zároveň ukončen provoz osobní dopravy parní tramvaje
- 28. června – 1. července se v Praze na Letné konal IV. všesokolský slet, v němž poprvé cvičily i ženy.
- 7. srpna – mezi Mostem a Litvínovem byl zahájen provoz úzkorozchodné elektrické tramvaje
- 8.–15. říjen – v Čechách se konaly Zemské volby
- K Praze byla připojena Libeň

### Svět
- 01. ledna –  Jižní Nigérie se stala britským protektorátem.
- 22. ledna – Po smrti britské královny Viktorie na trůn nastoupil její syn jako Eduard VII.
- 02. března – V Pittsburghu byla založena ocelářská firma U.S. Steel.
- 31. března – Zemětřesení v Černém moři o síle 7,2 Mw zasáhlo pobřeží Bulharska a Rumunska.
- 01. srpna – Vznik Americké socialistické strany.
- 07. září – Podepsáním tzv. boxerského protokolu skončilo Boxerské povstání v Číně.[1]
- 14. září – Americký prezident William McKinley byl v Buffalu zavražděn anarchistou Leonem Czolgoszem. V úřadu ho nahradil viceprezident Theodore Roosevelt.
- 02. prosince – King Camp Gillette patentoval nový model jednorázových žiletek.[2]
- 10. prosince – Ve Stockholmu se na 5. výročí smrti Alfreda Nobela poprvé konal slavností ceremoniál předávání Nobelovy ceny.
- 12. prosince – Italský fyzik Guglielmo Marconi testoval bezdrátové spojení přes Atlantický oceán z Anglie do Kanady na vzdálenost 3 571 kilometrů.[3]

## Vědy a umění

### Věda
- objevena Russellova antinomie
- objevena panda červená
- objeven okapi
- francouzský chemik Eugène-Antole Demarçay izoloval chemický prvek europium
- T. B. Aldrich a Jakochi Takamine izolovali neurohormon adrenalin
- ruský biolog a bakteriolog Ilja Iljič Mečnikov položil základy imunologie
- První radiotelegrafní spojení přes Atlantik, které uskutečnil Guglielmo Marconi
- V Chicagu je založena farmaceutická společnost Walgreens.

### Umění
- 31. ledna – Premiéra dramatu Tři sestry od Antona Pavloviče Čechova v Moskevském uměleckém divadle.
- 3. března – premiéra opery Polský žid od Karla Weise v Novém německém divadle
- 31. března – premiéra opery Rusalka od Antonína Dvořáka v Národním divadle
- 15. října – první samostatný koncert České filharmonie.

### Malířství
- Edvard Munch – Bílá noc (White Night)[2]
- Pablo Picasso – Stará žena (The Old Woman)[2]

## Nobelova cena
Udělena poprvé
- Nobelova cena za fyziku – Wilhelm Conrad Röntgen (Německo)
- Nobelova cena za fyziologii a lékařství – Emil von Behring (Německo)
- Nobelova cena za chemii – Jacobus Henricus van 't Hoff (Nizozemsko)
- Nobelova cena za literaturu – Sully Prudhomme (Francie)
- Nobelova cena za mír – Henri Dunant (Švýcarsko) a Frédéric Passy (Francie), spoluzakladatelé Mezinárodního Červeného kříže

## Narození

### Česko

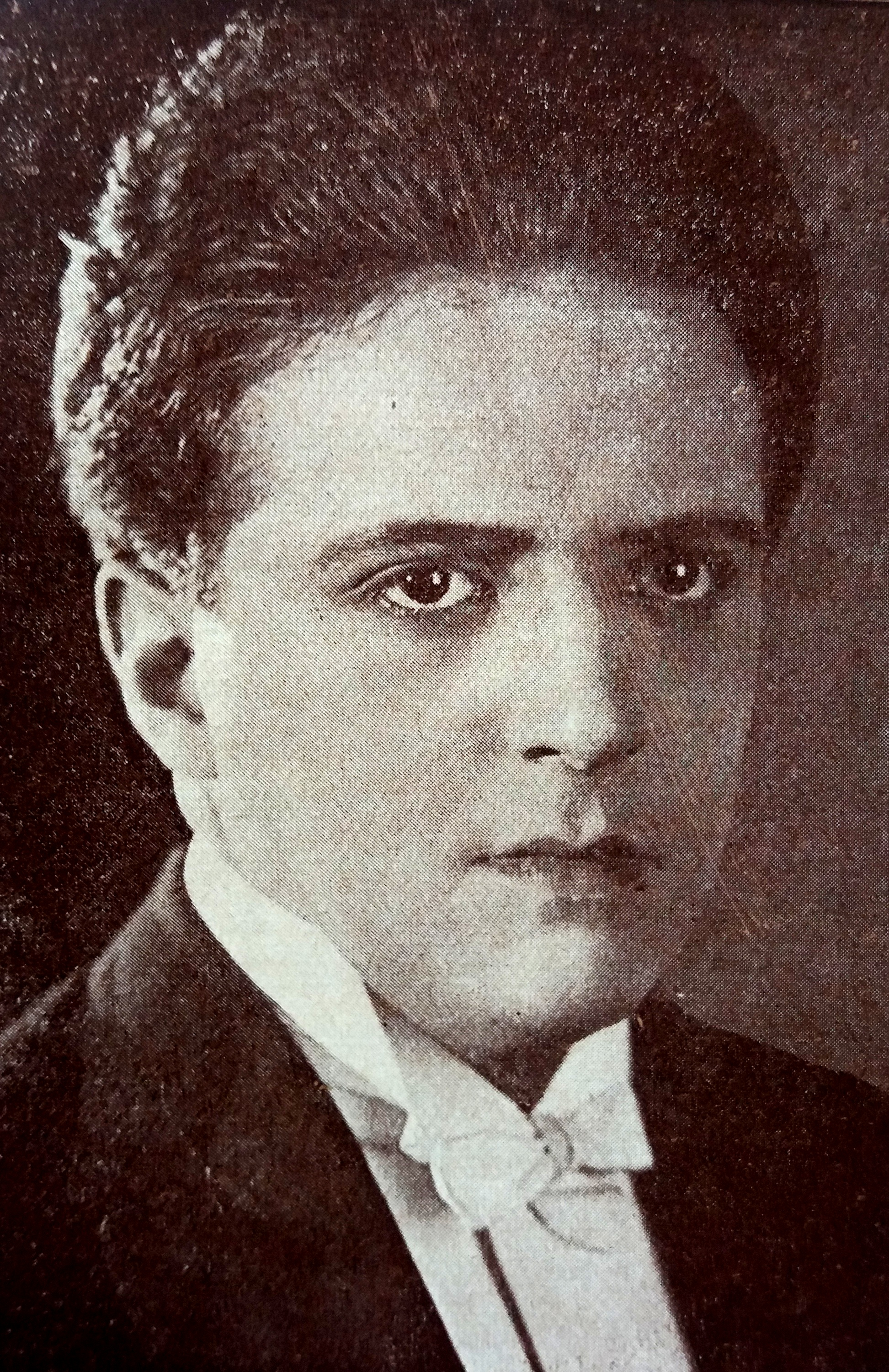
Hugo Haas (* 19. února)

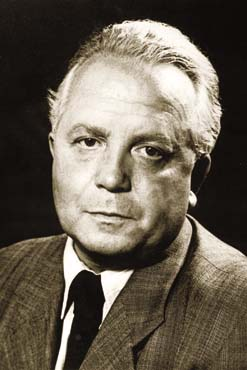
František Halas (* 3. října)

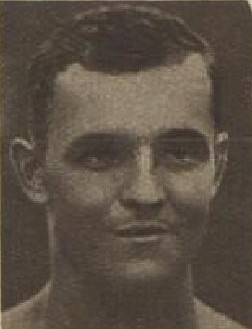
Josef Effenberger (* 18. října)

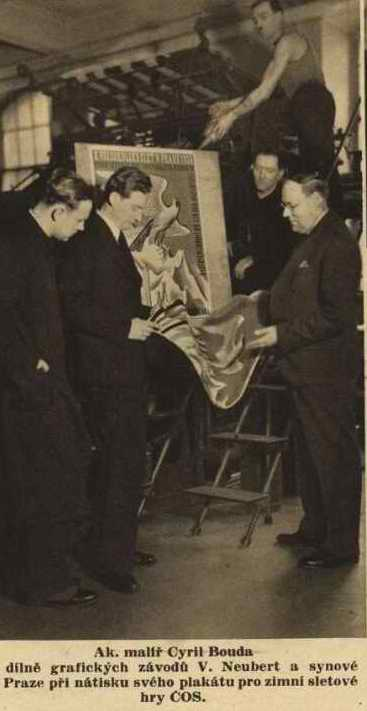
Cyril Bouda (* 14. listopadu)

- 05. ledna – František Faltus, konstruktér a znalec v oboru ocelových konstrukcí († 6. října 1989)
- 10. ledna – Irena Svobodová, manželka sedmého československého prezidenta Ludvíka Svobody († 17. července 1980)
- 16. ledna – Hugo Laitner, zakladatel kladenského hokeje, fotbalový záložník a tenista († 1. ledna 1993)
- 17. ledna – Karel Erban, filolog, pedagog a básník († 19. února 1982)
- 22. ledna – Edvard Valenta, spisovatel, básník a publicista († 21. srpna 1978)
- 26. ledna – Otto František Babler, překladatel, spisovatel, básník, literární historik († 24. února 1984)
- 03. února – Josef Kurz, jazykovědec, literární historik a překladatel († 6. prosince 1972)
- 05. února – Bedřich Golombek, novinář a spisovatel († 31. března 1961)
- 10. února – Jaroslav Očenášek, hudební skladatel († 19. července 1968)
- 19. února – Hugo Haas, režisér a herec († 1. prosince 1968)
- 20. února – Jan Evangelista Urban, teolog a filozof († 7. ledna 1991)
- 21. února – Antonín Šatra, hudební skladatel († 28. prosince 1979)
- 26. února – Jan Alda, básník a překladatel († 30. října 1970)
- 28. února
  - Josef Kranz, architekt a malíř († 30. května 1968)
  - Otakar Pařík, dirigent a klavírista († 19. února 1955)
- 02. března
  - František Navara, matematik a fyzik († 27. ledna 1973)
  - Josef Wagner, sochař a kreslíř († 10. února 1957)
- 04. března – Kamila Sojková, spisovatelka († 15. února 2000)
- 05. března – Bedřich Blažek, malíř († 4. července 1960)
- 08. března – Jaroslav Böhm, archeolog († 6. prosince 1962)
- 12. března – Alois Neuman, československý politik, ministr a poslanec († 27. července 1977)
- 14. března – János Esterházy, politický vůdce maďarské menšiny v Československu († 8. března 1957)
- 16. března
  - Marta Krásová, pěvkyně († 20. února 1970)
  - Oldřich Stibor, divadelní režisér († 10. ledna 1943)
- 18. března – Peter Jilemnický, slovenský komunistický politik a spisovatel českého původu († 19. května 1949)
- 20. března
  - Josef Ouředník, účastník protinacistického odboje († 13. září 1944)
  - Jaromír Jiroutek, kladenský pediatr († 17. března 1971)
- 22. března – Vít Obrtel, architekt, scénograf a básník († 12. června 1988)
- 23. března
  - Antonie Kleinerová, československá politička († 23. srpna 1982)
  - Jan Šverma, novinář a komunistický politik († 10. listopadu 1944)
- 24. března – Josef Pfitzner, český historik a válečný zločinec německé národnosti († 6. září 1945)
- 25. března
  - Antonín Klicpera, československý fotbalový reprezentant († ?)
  - Antonín Kybal, textilní výtvarník († 15. listopadu 1971)
- 31. března – Josef Macůrek, historik († 20. dubna 1992)
- 01. dubna – Jan Lauschmann, chemik a fotograf († 1. ledna 1991)
- 05. dubna – Rudolf Plajner, pedagog a skaut († 23. června 1987)
- 06. dubna – Antonín Kurš, divadelní režisér, herec a překladatel († 23. září 1960)
- 08. dubna – Vilém Vrabec, kuchař († 27. ledna 1983)
- 10. dubna – Míra Holzbachová, tanečnice, choreografka a novinářka († 18. května 1982)
- 12. dubna – Milča Mayerová, tanečnice a choreografka († 12. září 1977)
- 15. dubna – Leo Haas, karikaturista, kreslíř, malíř († 13. srpna 1983)
- 17. dubna – Jan Alfréd Holman, filmový režisér, producent a scenárista († 20. dubna 1980)
- 23. dubna – Růžena Vacková, teoretička a historička umění († 14. prosince 1982)
- 01. května
  - Jaroslav Kratochvíl, protektorátní ministr průmyslu, obchodu a živností († 5. dubna 1984)
  - Josef Škoda, sochař († 15. srpna 1949)
- 04. května – Václav Bláha, hudební skladatel a trumpetista († 22. března 1959)
- 05. května – Václav Řezáč, spisovatel († 22. června 1956)
- 07. května – Géza Včelička, novinář, spisovatel, cestovatel a malíř († 30. prosince 1966)
- 09. května – Gustav Machatý, filmový herec, scenárista a režisér († 14. prosince 1963)
- 12. května
  - Zdeněk Hůla, hudební teoretik a skladatel († 12. ledna 1986)
  - František Matoušek, malíř († 13. října 1961)
- 15. května – Antonín Carvan, československý fotbalový reprezentant († 1. listopadu 1959)
- 16. května
  - Štěpán Matěj, československý fotbalový reprezentant († 1974)
  - Bohumil Sekla, zakladatel české lékařské genetiky († 7. srpna 1987)
- 23. května – Antonín Heythum, scénograf, grafik a architekt († 10. ledna 1954)
- 25. května – Břetislav Chrastina, příslušník výsadku Spelter († 11. června 1971)
- 26. května – Bohumil Turek, motocyklový a automobilový závodník († 18. ledna 1972)
- 29. května – Emil Franzel, sudetoněmecký historik, novinář a spisovatel († 29. června 1976)
- 10. června – Antonín Bečvář, astronom a klimatolog († 10. ledna 1965)
- 12. června – Pravoslav Nosek, československý politik († ?)
- 24. června – Marie Podešvová, spisovatelka († 18. října 1994)
- 30. června – František Zupka, československý politik, předseda ÚRO († 2. června 1976)
- 31. července
  - Jaroslav Pušbauer, československý hokejový reprezentant († 6. června 1976)
  - Jiří Slavíček, filmový střihač, scenárista a režisér († 18. srpna 1957)
  - Rudolf Slánský, komunistický politik († 3. prosince 1952)
- 02. srpna – Karel Kinský, malíř, grafik a regionální pracovník († 28. března 1969)
- 04. srpna – Emil Buchar, astronom a geodet († 20. září 1979)
- 15. srpna – Jindřich Hatlák, fotograf († 28. října 1977)
- 02. září – Franz Karmasin, československý nacistický politik († 25. června 1970)
- 07. září – Jarmila Glazarová, spisovatelka († 20. února 1977)
- 10. září – Leo Meisl, architekt († 18. listopadu 1944)
- 13. září – František Kocourek, novinář, rozhlasový reportér a spisovatel († 14. května 1942)
- 14. září – Marie Brožová, filmová a divadelní herečka († 26. září 1987)
- 18. září – František Gel, novinář, spisovatel a překladatel († 17. října 1972)
- 19. září – Marie Válková, archivářka († 12. ledna 1977)
- 20. září – Ján (Kuchtin), metropolita pravoslavné církve v českých zemích a na Slovensku († 5. června 1975)
- 23. září – Jaroslav Seifert, básník, spisovatel, novinář a překladatel († 10. ledna 1986)
- 28. září – Stanislav Broj, československý politik, oběť komunistického teroru († 23. května 1950)
- 03. října – František Halas, básník († 27. října 1949)
- 11. října – Emil Hlobil, hudební skladatel († 25. ledna 1987)
- 15. října – Josef Kovář, spisovatel († 29. ledna 1966)
- 18. října – Josef Effenberger, československý gymnasta, stříbro na OH 1928 († 11. listopadu 1983)
- 21. října – Bohuslav Kratochvíl, politik a diplomat († 28. srpna 1972)
- 24. října – František Císař, československý fotbalový reprezentant († ?)
- 26. října – Vladimír Karfík, architekt († 6. června 1996)
- 01. listopadu – Jan Rys-Rozsévač, český fašistický politik († 27. června 1946)
- 02. listopadu – Josef Menzel, novinář, překladatel a spisovatel dětských knih († 17. července 1975)
- 13. listopadu - Jaroslav Müller plavec, vodní pólista a ragbista
- 14. listopadu
  - Cyril Bouda, malíř († 29. srpna 1984)
  - Leopold Peřich, historik a archivář († 31. srpna 1974)
  - Jiří Tožička, československý hokejový reprezentant († 15. května 1981)
- 16. listopadu – Milada Marešová, malířka a ilustrátorka († 19. února 1987)
- 29. listopadu – Václav Vojtěch, cestovatel († 6. srpna 1932)
- 11. prosince – Jaroslav Marvan, herec († 21. května 1974)
- 17. prosince – Marie Rosůlková, herečka († 15. května 1993)
- 20. prosince
  - Eduard Fusek, československý politik († 31. ledna 1996)
  - František Kalousek, archeolog († 5. dubna 1988)
- 21. prosince – Jaroslav Krčál, spisovatel († 27. března 1975)
- 25. prosince – Milada Horáková, politička, oběť justiční vraždy († 27. června 1950)
- 29. prosince – Emanuel Löffler, československý gymnasta, olympionik († 5. srpna 1986)

### Svět
- 02. ledna

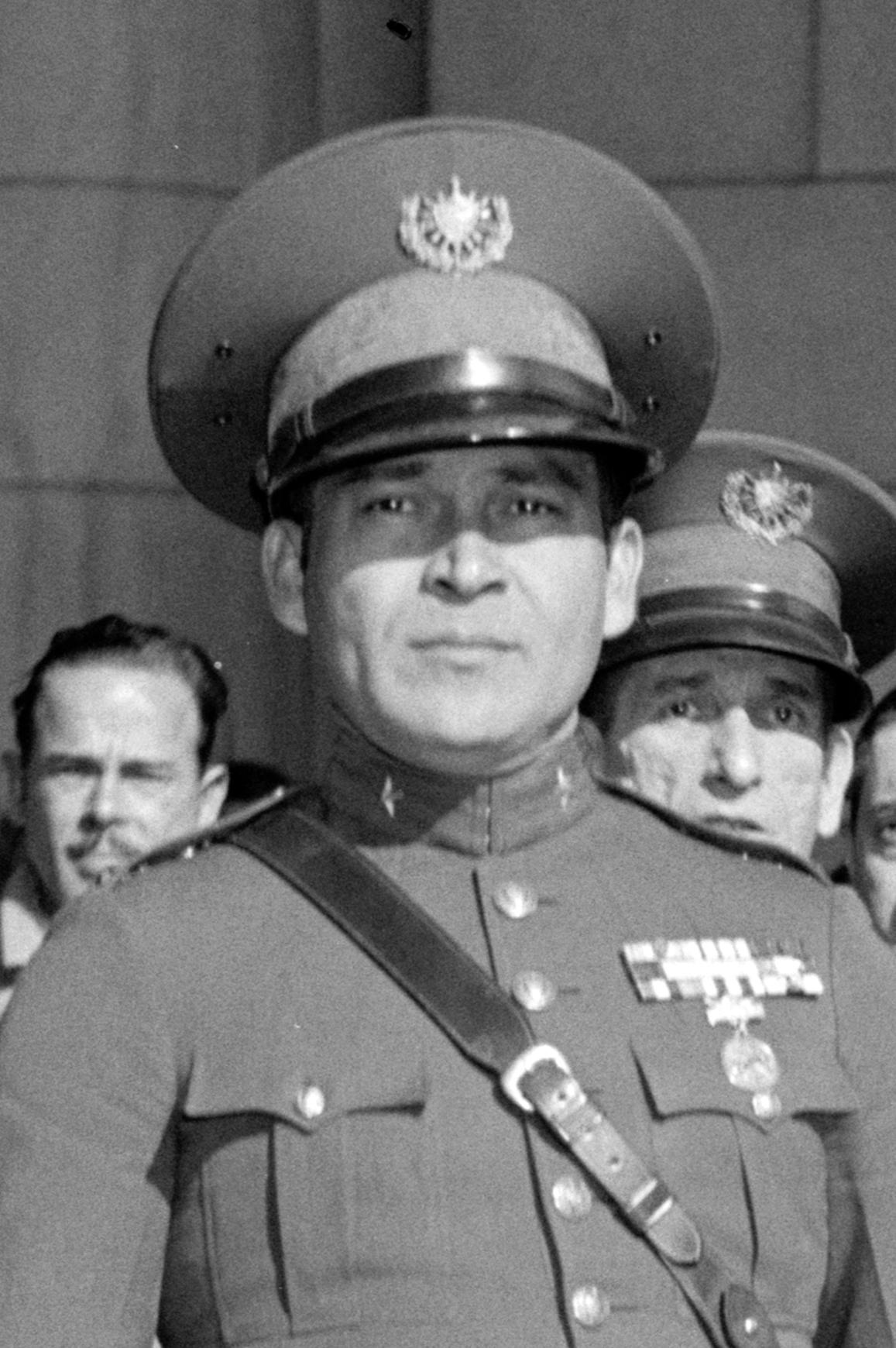
Fulgencio Batista (* 16. ledna)

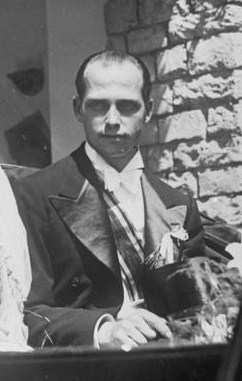
Antonín Rakousko-Toskánský (* 20. března)

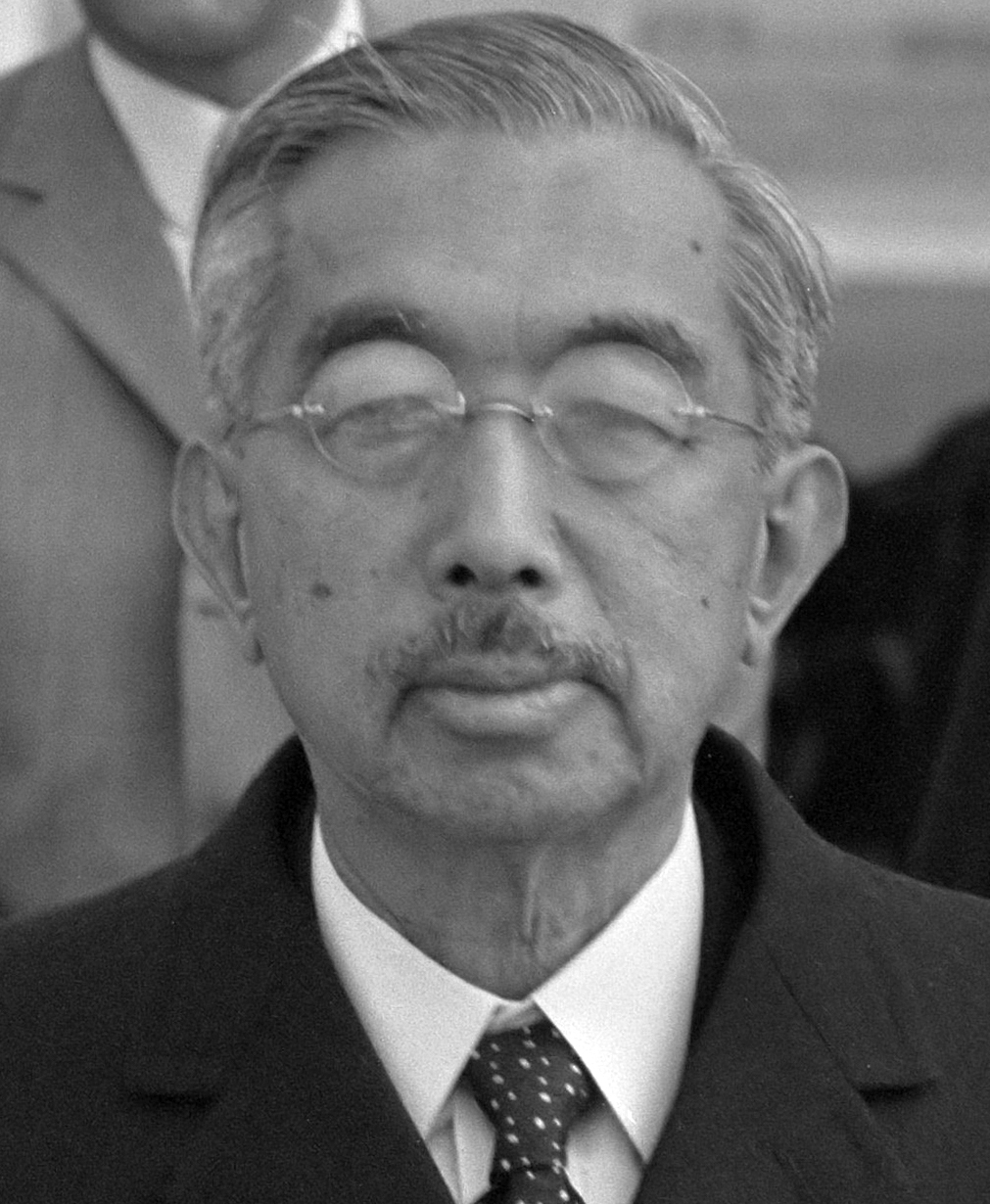
Hirohito (* 29. dubna)

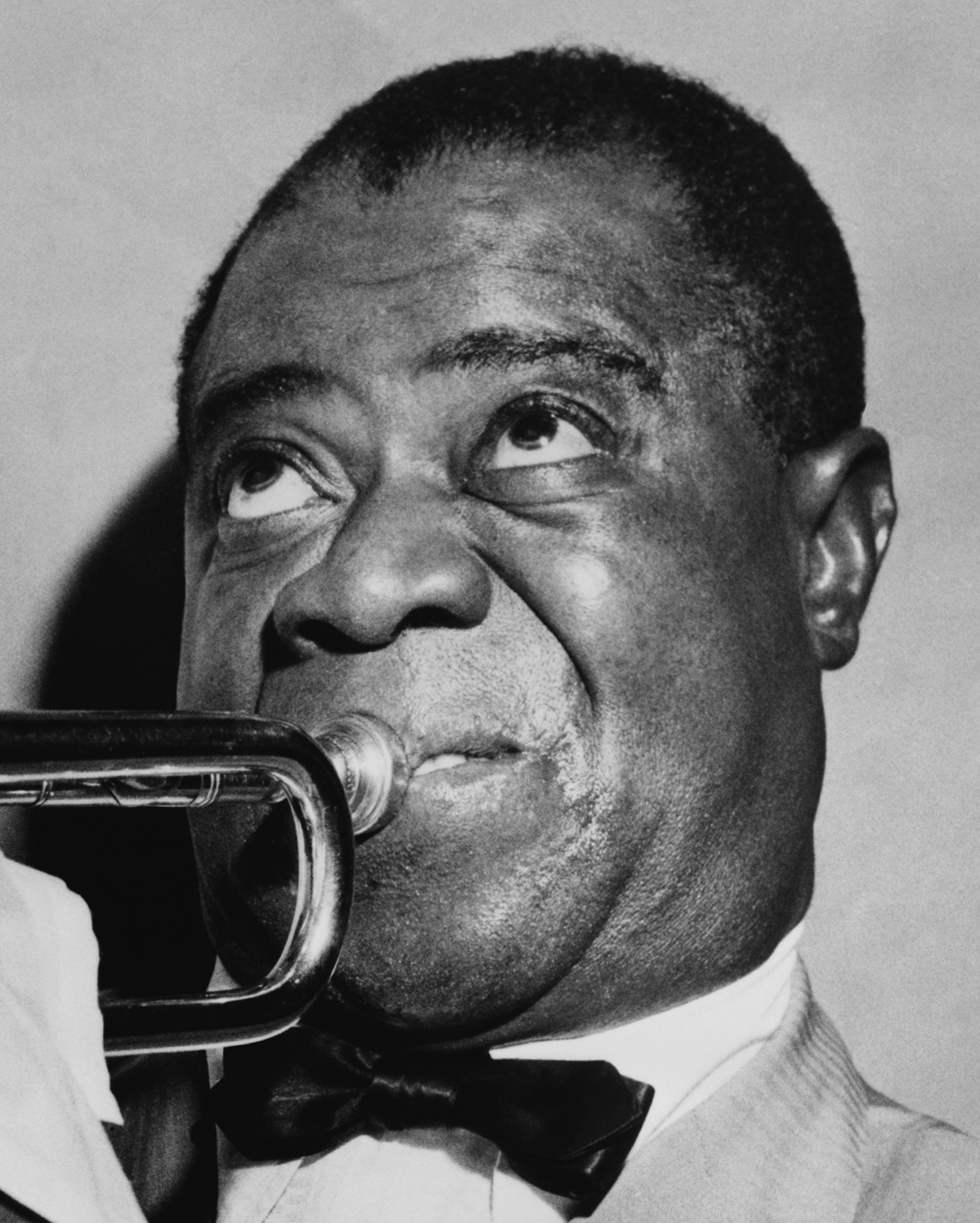
Louis Armstrong (* 4. srpna)

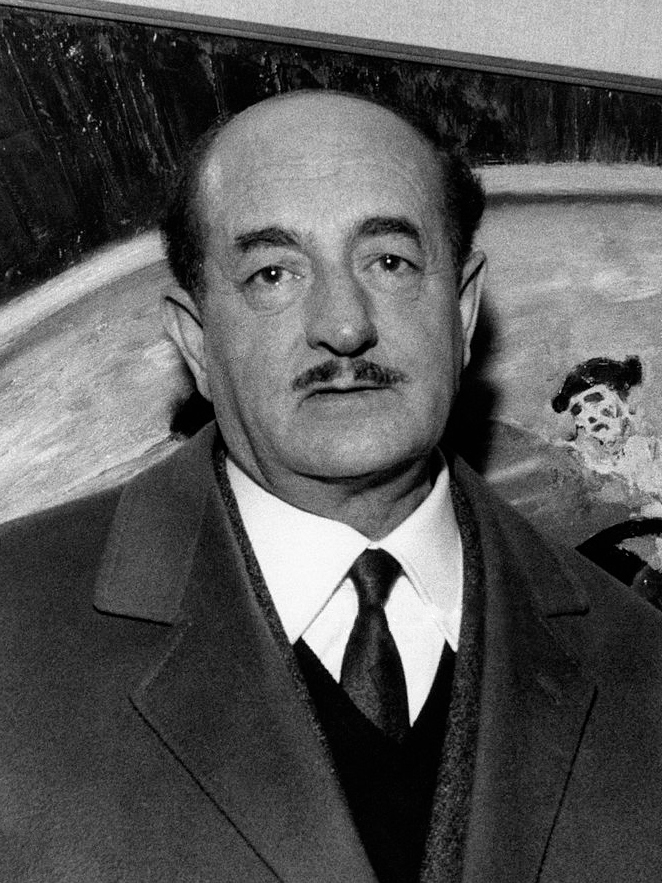
Salvatore Quasimodo (* 20. srpna)

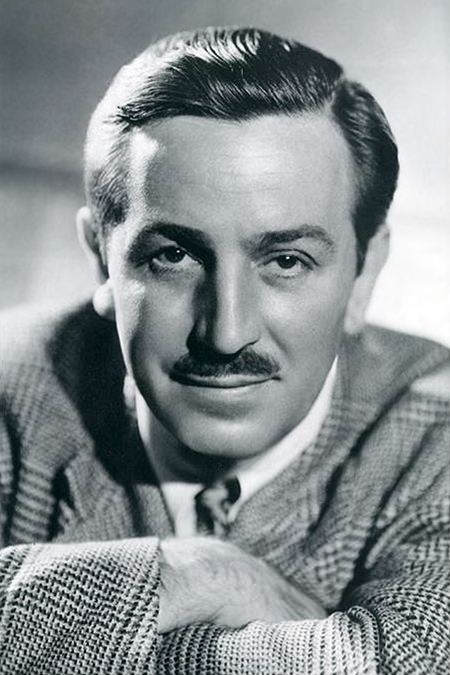
Walt Disney (* 5. prosince)

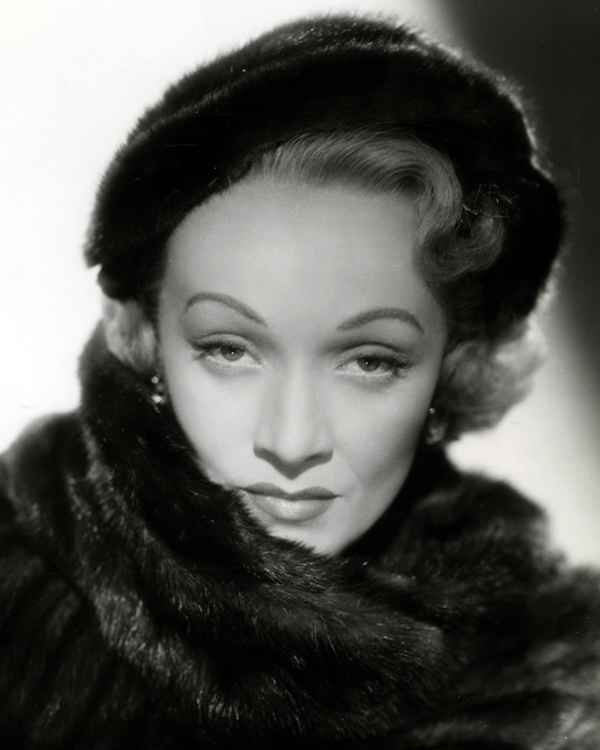
Marlene Dietrichová (* 27. prosince)

  - Nadžíb Albina, vedoucí fotograf Palestinského archeologického muzea († 23. července 1983)
  - Torsten Ralf, švédský operní tenor († 27. dubna 1954)
- 03. ledna
  - Ngô Ðình Diệm, první prezident Jižního Vietnamu († 2. listopadu 1963)
  - Eric Voegelin, německo-americký konzervativní politický filozof († 19. ledna 1985)
- 07. ledna – Fahrelnissa Zeid, turecká umělkyně a manželka prince z Iráku († 5. září 1991)
- 08. ledna – Volodymyr Vladko, ukrajinský sovětský spisovatel († 21. dubna 1974)
- 10. ledna – Henning von Tresckow, strůjce atentátu na Adolfa Hitlera († 21. července 1944)
- 11. ledna – Jáchym Arnošt Anhaltský, poslední anhaltský vévoda († 18. února 1947)
- 14. ledna – Alfred Tarski, polský matematik († 26. října 1983)
- 16. ledna
  - Fulgencio Batista, kubánský politik a diktátor († 6. srpna 1973)
  - Frank Zamboni, americký vynálezce († 27. června 1988)
- 18. ledna – Želmíra Gašparíková, slovenská jazykovědkyně († 15. prosince 1966)
- 19. ledna – Dunc Munro, kanadský hokejista, zlato na OH 1924 († 3. ledna 1958)
- 21. ledna
  - Giuseppe Burzio, duchovní a vatikánský diplomat († 10. února 1966)
  - Janusz Meissner, pilot polského vojska, spisovatel († 28. února 1978)
  - Ricardo Zamora, španělský fotbalista († 8. září 1978)
- 29. ledna – Chajim Gvati, izraelský politik († 19. října 1990)
- 30. ledna – Rudolf Caracciola, německý automobilový závodník († 28. září 1959)
- 01. února
  - Clark Gable, americký filmový herec († 16. listopadu 1960)
  - Edvard Westerlund, finský zápasník, zlato na OH 1924 († 7. prosince 1982)
- 04. února – Jascha Heifetz, litevský houslista († 10. prosince 1987)
- 10. února – Richard Brauer, německý matematik žijící v USA († 17. dubna 1977)
- 13. února – Paul Felix Lazarsfeld, americký sociolog rakouského původu († 30. srpna 1976)
- 14. února – Rolf Wanka, rakouský herec († 28. listopadu 1982)
- 15. února – André Parrot, francouzský archeolog († 24. srpna 1980)
- 19. února – Hans Grundig, německý malíř († 11. září 1958)
- 20. února
  - Louis Kahn, americký architekt († 17. března 1974)
  - Muhammad Nadžíb, první egyptský prezident († 29. srpna 1984)
- 21. února – Fjodor Konstantinov, sovětský marxisticko-leninský filozof († 8. prosince 1991)
- 23. února – Erhard Heiden, druhý říšský vůdce SS († 1933)
- 26. února – Aharon Cizling, izraelský ministr zemědělství († 16. ledna 1964)
- 27. února
  - Iorwerth Peate, velšský básník († 19. října 1982)
  - Marino Marini, italský sochař, malíř a grafik († 6. srpna 1980)
- 28. února – Linus Pauling, americký kvantový chemik, Nobelova cena za chemii 1954 († 19. srpna 1994)
- 03. března – Kornel Filo, slovenský poválečný politik († 29. ledna 1980)
- 04. března – Janez Janžekovič, slovinský kněz, teolog a filozof († 9. března 1988)
- 06. března – Rudolf Fischer, německý spisovatel († 6. června 1957)
- 07. března – Aleksander Gierymski, polský malíř (* 30. ledna 1850)
- 11. března – Josef Martin Bauer, německý spisovatel († 15. března 1970)
- 13. března – Hanka Krawcec, lužickosrbská výtvarnice († 19. října 1990)
- 20. března – Antonín Rakousko-Toskánský, rakouský arcivévoda a princ toskánský († 22. října 1987)
- 24. března
  - Sydney Atkinson, jihoafrický olympijský vítěz (110 metrů překážek) z roku 1928 († 31. srpna 1977)
  - Ub Iwerks, americký filmový animátor († 7. července 1971)
- 27. března
  - Alfred Kärcher, německý inženýr a podnikatel († 17. září 1959)
  - Eisaku Sató, premiér Japonska († 3. června 1975)
- 28. března – Fritz Hagmann, švýcarský zápasník, zlato na OH 1924 († 14. prosince 1974)
- 01. dubna – Sergiusz Piasecki, polský spisovatel († 12. září 1964)
- 02. dubna – Louis Kuehn, americk skokan a olympijský šampion 1920 († 30. března 1981)
- 13. dubna – Jacques Lacan, francouzský psychoanalytik († 9. září 1981)
- 15. dubna – René Pleven, premiér Francie († 13. ledna 1993)
- 20. dubna – Michel Leiris, francouzský spisovatel a etnograf († 30. září 1990)
- 22. dubna – Herbert Plaxton, kanadský hokejista, zlato na OH 1928 († 7. listopadu 1970)
- 28. dubna – Bogdan Nestorović, srbský architekt († 28. prosince 1975)
- 29. dubna – Hirohito, 124. japonský císař († 7. ledna 1989)
- 30. dubna – Simon Kuznets, americký ekonom, Nobelova cena 1971 († 8. července 1985)
- 4. května – Nevvare Hanımefendi, manželka posledního osmanského sultána Mehmeda VI. († 22. dubna 1992)
- 07. května – Gary Cooper, americký filmový herec († 13. května 1961)
- 08. května – August Schmidthuber, nacistický politik a generál († 19. února 1947)
- 10. května – Eino Friberg, americký překladatel finského původu († 27. června 1995)
- 13. května – Witold Pilecki, spoluzakladatel protinacistické odbojové organizace Tajná polská armáda († 25. května 1948)
- 16. května – Tymoteusz Szretter, metropolita polské pravoslavné církve († 20. května 1962)
- 18. května
  - Hans Hauska, rakouský hudební skladatel a politický vězeň († 7. května 1965)
  - Vincent du Vigneaud, americký biochemik, Nobelova cena za chemii 1955 († 11. prosince 1978)
- 20. května – Max Euwe, nizozemský šachista a matematik († 26. listopadu 1981)
- 23. května – Charles W. Morris, americký sémiotik a filozof († 15. ledna 1979)
- 29. května – Wolfgang Schmieder, německý muzikolog († 8. listopadu 1990)
- 30. května – Mieczysław Fogg, polský zpěvák († 3. září 1990)
- 01. června – Conrad Beck, švýcarský skladatel a hudební režisér († 31. října 1989)
- 03. června – Henri Honoré d'Estienne d'Orves, hrdina francouzské odbojové organizace Résistance († 29. srpna 1941)
- 06. června – Sukarno, první president Indonésie († 21. června 1970)
- 10. června – Frederick Loewe, německý hudební skladatel († 14. února 1988)
- 11. června – Jack Livesey, britský herec († 12. října 1961)
- 13. června – Tage Erlander, předseda švédské vlády (1946–1969) († 21. června 1985)
- 16. června – Henri Lefebvre, francouzský filozof a sociolog († 29. června 1991)
- 17. června – Miklós Nyiszli, maďarský a rumunský lékař a spisovatel († 5. května 1956)
- 18. června – Anastázie Nikolajevna, nejmladší dcera cara Mikuláše II. († 17. července 1918)
- 22. června – Rudolf Wittkower, americký historik umění († 11. října 1971)
- 24. června – Harry Partch, americký skladatel († 3. září 1974)
- 05. července – Mark Mitin, sovětský marxisticko-leninský filozof († 15. ledna 1987)
- 06. července – Pavel Alexejevič Rotmistrov, sovětský maršál tankových vojsk († 6. dubna 1982)
- 07. července – Vittorio De Sica, italský herec a režisér († 13. listopadu 1974)
- 08. července – Franz Zwilgmeyer, německý právník a sociolog († 25. května 1995)
- 09. července – Barbara Cartland, anglická spisovatelka († 21. května 2000)
- 15. července – Nicola Abbagnano, italský filozof († 9. září 1990)
- 16. července
  - Karol Sidor, slovenský novinář a nacionalistický politik († 20. října 1953)
  - Robert Teldy Naim, francouzský spisovatel († 31. ledna 1981)
  - Anna Barkovová, sovětská básnířka, novinářka a scenáristka († 29. dubna 1976)
- 18. července – Stanisław Mikołajczyk, předseda vlády Polska v exilu († 13. prosince 1966)
- 20. července
  - Ida Mettová, ruská anarchistická spisovatelka († 27. června 1973)
  - Gaston Waringhien, francouzský esperantista († 20. prosince 1991)
- 21. července – Nyánaponika Maháthera, německý buddhistický mnich († 19. října 1994)
- 24. července – Žofie z Hohenbergu, dcera Františka Ferdinanda d'Este († 27. října 1990)
- 31. července – Jean Dubuffet, francouzský malíř a sochař († 12. května 1985)
- 03. srpna – Stefan Wyszyński, polský primas a kardinál († 28. května 1981)
- 04. srpna – Louis Armstrong, jazzový trumpetista a zpěvák († 6. července 1971)
- 07. srpna – Julija Solncevová, ruská filmová herečka a režisérka († 28. října 1989)
- 08. srpna
  - Ernest Orlando Lawrence, americký fyzik, Nobelova cen za fyziku 1939 († 27. srpna 1958)
  - Nina Berberová, ruská spisovatelka († 26. září 1993)
- 10. srpna – Hugo Gunckel Lüer, chilský botanik a farmaceut († 17. července 1997)
- 14. srpna
  - Lucien Aigner, maďarský fotograf († 29. března 1999)
  - Antonio Pedrotti, italský dirigent a skladatel († 15. května 1975)
- 17. srpna – Heðin Brú, faerský spisovatel († 18. května 1987)
- 18. srpna – Jean Guitton, francouzský katolický filozof a spisovatel († 21. března 1999)
- 20. srpna – Salvatore Quasimodo, italský překladatel a básník, Nobelova cena za literaturu 1959 († 14. června 1968)
- 25. srpna – Kjeld Abell, dánský dramatik († 5. března 1961)
- 26. srpna – Jan de Quay, premiér Nizozemska († 4. července 1985)
- 29. srpna – Hans Kammler, nacistický stavební inženýr a generál († 9. května 1945)
- 01. září – Boleslaw Filipiak, polský kněz a kardinál († 14. října 1978)
- 05. září – Mario Scelba, premiér Itálie († 29. října 1991)
- 10. září
  - Haakon Maurice Chevalier, americký spisovatel († 4. července 1985)
  - Feng-šan Ho, čínský diplomat, zachránce Židů († 28. září 1997)
- 14. září – Andrej Andrejevič Vlasov, generál Ruské osvobozenecké armády († 1. srpna 1946)
- 16. září – Ugo Frigerio, italský olympijský vítěz v chůzi na 10 kilometrů († 7. července 1968)
- 19. září – Ludwig von Bertalanffy, rakouský biolog a filozof († 12. června 1972)
- 21. září
  - Clarence Houser, americký trojnásobný olympijský vítěz († 1. října 1994)
  - Georg Rasch, dánský matematik († 19. října 1980)
- 22. září – Naděžda Allilujevová, druhá žena Josifa Stalina († 9. listopadu 1932)
- 23. září – Michal Šteinhíbel, slovenský spisovatel († 4. ledna 1988)
- 25. září – Robert Bresson, francouzský režisér († 18. prosince 1999)
- 28. září – Ed Sullivan, americký televizní moderátor († 13. října 1974)
- 29. září
  - Enrico Fermi, italský fyzik, Nobelova cena za fyziku 1938 († 28. listopadu 1954)
  - Antoine Béguère, francouzský ragbista († 23. října 1960)
- 02. října – Alice Prinová, pařížská modelka zpěvačka, herečka a malířka († 29. dubna 1953)
- 10. října – Alberto Giacometti, švýcarský sochař a malíř († 11. ledna 1966)
- 19. října – Ľudo Ondrejov, slovenský spisovatel († 18. března 1962)
- 20. října – Hans-Otto Borgmann, německý hudební skladatel († 26. července 1977)
- 21. října
  - Gerhard von Rad, německý luterský teolog († 31. října 1971)
  - Margarete Buberová-Neumannová, německá komunistka a novinářka († 6. listopadu 1989)
- 23. října – Kristmann Guðmundsson, islandský spisovatel († 20. listopadu 1983)
- 02. listopadu – Dmitrij Danilovič Leljušenko, sovětský vojevůdce († 20. července 1987)
- 03. listopadu
  - Leopold III. Belgický, král belgický († 25. září 1983)
  - André Malraux, francouzský archeolog, spisovatel a politik († 23. listopadu 1976)
  - Martin Sokol, ministr vnitra autonomní vlády Slovenska († 16. prosince 1957)
- 05. listopadu – André Malraux, francouzský spisovatel († 23. listopadu 1976)
- 07. listopadu – Hisao Kotaki, důstojník japonského císařského námořnictva († 7. dubna 1945)
- 08. listopadu – Gheorghe Gheorghiu-Dej, rumunský politik († 19. března 1965)
- 09. listopadu – Rhys Davies, velšský spisovatel († 21. srpna 1978)
- 10. listopadu – Lisette Modelová, americká fotografka († 30. března 1983)
- 11. listopadu
  - Benjámin Ferenc Rajeczky, maďarský kněz, hudební historik, muzikolog († 1. července 1989)
  - Magda Goebbelsová, manželka Josepha Goebbelse († 1. května 1945)
- 12. listopadu – Gejza Medrický, slovenský politik, ministr hospodářství slovenského státu († 2. března 1989)
- 14. listopadu – Kazimierz Michałowski, polský archeolog egyptolog († 1. ledna 1981)
- 16. listopadu – Ernest Nagel, americký filozof, logik a teoretik vědy († 22. září 1985)
- 17. listopadu – Walter Hallstein, německý politik a právník († 29. března 1982)
- 18. listopadu – George Gallup, americký novinář a statistik († 27. července 1984)
- 20. listopadu
  - José Andrade, uruguayský fotbalista († 5. října 1957)
  - František Michl, český malíř-krajinář, designér a grafik († 4. června 1977)
- 21. listopadu – Johannes Driesch, německý malíř († 18. února 1930)
- 22. listopadu – Joaquín Rodrigo, španělský klavírista a skladatel († 6. července 1999)
- 25. listopadu
  - Arthur Liebehenschel, velitel vyhlazovacích táborů Auschwitz-Birkenau a Majdanek († 28. ledna 1948)
  - Fernando Tambroni, premiér Itálie († 18. února 1963)
- 03. prosince – Paul Ludwig Landsberg, německý filozof († 2. dubna 1944)
- 05. prosince
  - Walt Disney, americký filmový producent, režisér, scenárista a animátor († 15. prosince 1966)
  - Milton Erickson, americký psycholog († 25. března 1980)
  - Werner Heisenberg, německý fyzik, Nobelova cena 1932 († 1. února 1976)
- 09. prosince – Ödön von Horváth, rakouský dramatik a spisovatel († 1. června 1938)
- 10. prosince – Fritz Kirchhoff, německý režisér a filmový producent († 25. června 1953)
- 11. prosince – Michael Oakeshott, anglický filozof a politolog († 19. prosince 1990)
- 14. prosince
  - Henri Cochet, francouzský tenista († 1. dubna 1987)
  - Pavel I. Řecký, řecký král († 6. března 1964)
- 16. prosince
  - Margaret Meadová, americká antropoložka († 15. listopadu 1978)
  - Nikolaj Fjodorovič Vatutin, sovětský armádní generál († 15. dubna 1944)
- 19. prosince – Carleton Putnam, průkopník letectví a vědecký spisovatel († 5. března 1998)
- 22. prosince – Gejza Vámoš, slovenský lékař a spisovatel († 18. března 1956)
- 24. prosince – Alexandr Fadějev, sovětský spisovatel († 13. května 1956)
- 26. prosince – Peter van de Kamp, nizozemsko-americký astronom († 18. května 1995)
- 27. prosince
  - Marlene Dietrichová, německo-americká herečka a zpěvačka († 6. května 1992)
  - Jan Gawlas, polský hudební skladatel († 11. června 1965)
- 28. prosince – Thomas Benjamin Cooray, srílanský arcibiskup a kardinál († 29. října 1988)
  - Dragan Aleksić, jugoslávský spisovatel († 1964)
  - Harry Guntrip, britský psychoanalytik († 1975)
  - Iser Be'eri, ředitel izraelskéb zpravodajské služby Hagany († 30. ledna 1958)
  - Ja'akov Geri, ministr průmyslu, obchodu a práce Izraele († 18. prosince 1974)
  - Valerian Minajevič Bakradze, předseda vlády Gruzínské SSR († 1971)
  - Valeriano Orobón Fernández, španělský básník a revolucionář († 1936)

## Úmrtí

### Česko

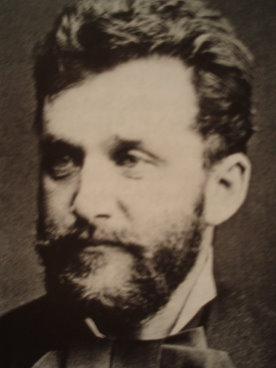
Julius Zeyer († 29. ledna)

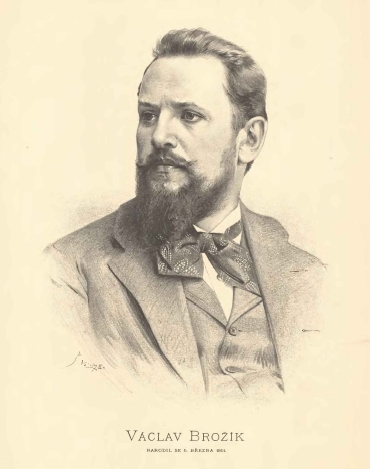
Václav Brožík († 15. dubna)

- 04. ledna – Karel Krejčík, český ilustrátor (* 31. ledna 1857)
- 29. ledna – Julius Zeyer, český básník a prozaik (* 26. dubna 1841)
- 30. ledna – Alois Pražák, český politik (* 21. února 1820)
- 06. února – Alfred Seifert, česko-německý malíř (* 6. září 1850)
- 08. února – Josef Ladislav Turnovský, herec, novinář a spisovatel (* 9. února 1838)
- 21. února – Emanuel Max, česko-německý sochař (* 19. října 1810)
- 22. února – Josef Adolf Bergmann, český kantor a hudební skladatel (* 26. července 1822)
- 02. března – Ignác Schiebl, český podnikatel, novinář a politik (* 8. května 1823)
- 07. března – Ferdinand Michl, kanovník litoměřické kapituly (* 10. března 1826)
- 10. dubna – Hugo Jelínek, cukrovarnický odborník, vynálezce a politik (* 31. března 1834)
- 12. dubna – Otakar Lebeda, český malíř (* 8. května 1877)
- 15. dubna – Václav Brožík, český malíř (* 5. března 1851)
- 03. května – Karel Němec, český zahradnický odborník (* 18. října 1839)
- 12. května – František Zeibert, děkan brněnské kapituly a pedagog (* 30. září 1830)
- 18. května – Jan Nepomuk Řehák, kanovník Katedrální kapituly u sv. Štěpána v Litoměřicích (* 8. května 1811)
- 19. května – Alexandr Brandejs, statkář, podnikatel a mecenáš (* 7. září 1848)
- 20. května – Betty Fibichová, česká operní zpěvačka (* 16. března 1846)
- 16. června – Františka Auerspergová, šlechtična (* 21. června 1814)
- 21. června – Antonín Hromada, operní pěvec a režisér, hudební pedagog (* 23. prosince 1841)
- 01. července – Vojtěch Weidenhoffer, český podnikatel a politik (* 18. dubna 1826)
- 20. července – Antonín Viktor Barvitius, český architekt (* 14. července 1823)
- 09. srpna – Wenzel Katzerowsky, český historik a klimatolog (* 24. října 1835)
- 19. srpna – Josef Kaizl, český národohospodář a politik (* 10. června 1854)
- 07. září – Alois Gallat, český spisovatel a dramatik (* 8. června 1827)
- 15. září – Josef Frankovský, český herec (* 13. května 1840)
- 22. září – Karl von Limbeck, český právník a politik německé národnosti (* 16. září 1818)
- 30. září – Bohuslav Schnirch, český sochař (* 10. srpna 1845)
- 02. října – Antonín Lenz, český kněz, kanovník a probošt Vyšehradské kapituly (* 20. února 1829)
- 21. října – Pavel Albieri, česko-americký novinář a spisovatel (* 1. srpna 1861)
- 16. listopadu – Bohuslav Jiruš, český šlechtic, lékař a botanik (* 17. října 1841)
- 07. prosince – Antonín Norbert Vlasák, kněz, spisovatel a národní buditel (* 10. ledna 1812)
- 09. prosince – Václav Pařík, lékař a národní buditel (* 8. února 1839)
- 13. prosince – Leopold Wackarž, vyšebrodský opat a generál cisterciáků (* 3. května 1810)
- 26. prosince – Vincenc Brandl, historik a moravský zemský archivář (* 5. dubna 1834)
- 30. prosince – Soběslav Pinkas, český malíř a karikaturista (* 7. října 1827)

### Svět

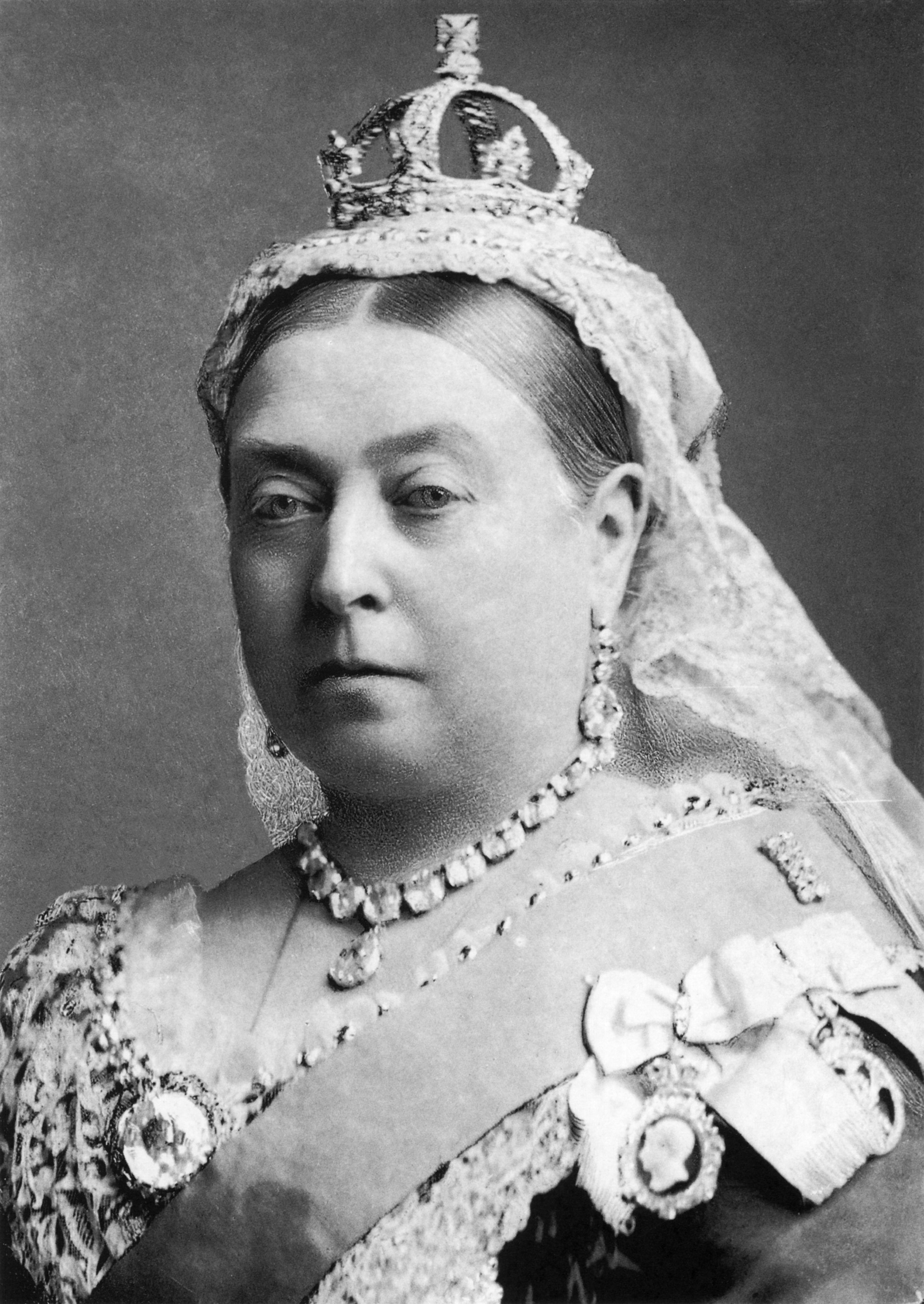
Viktorie († 22. ledna)

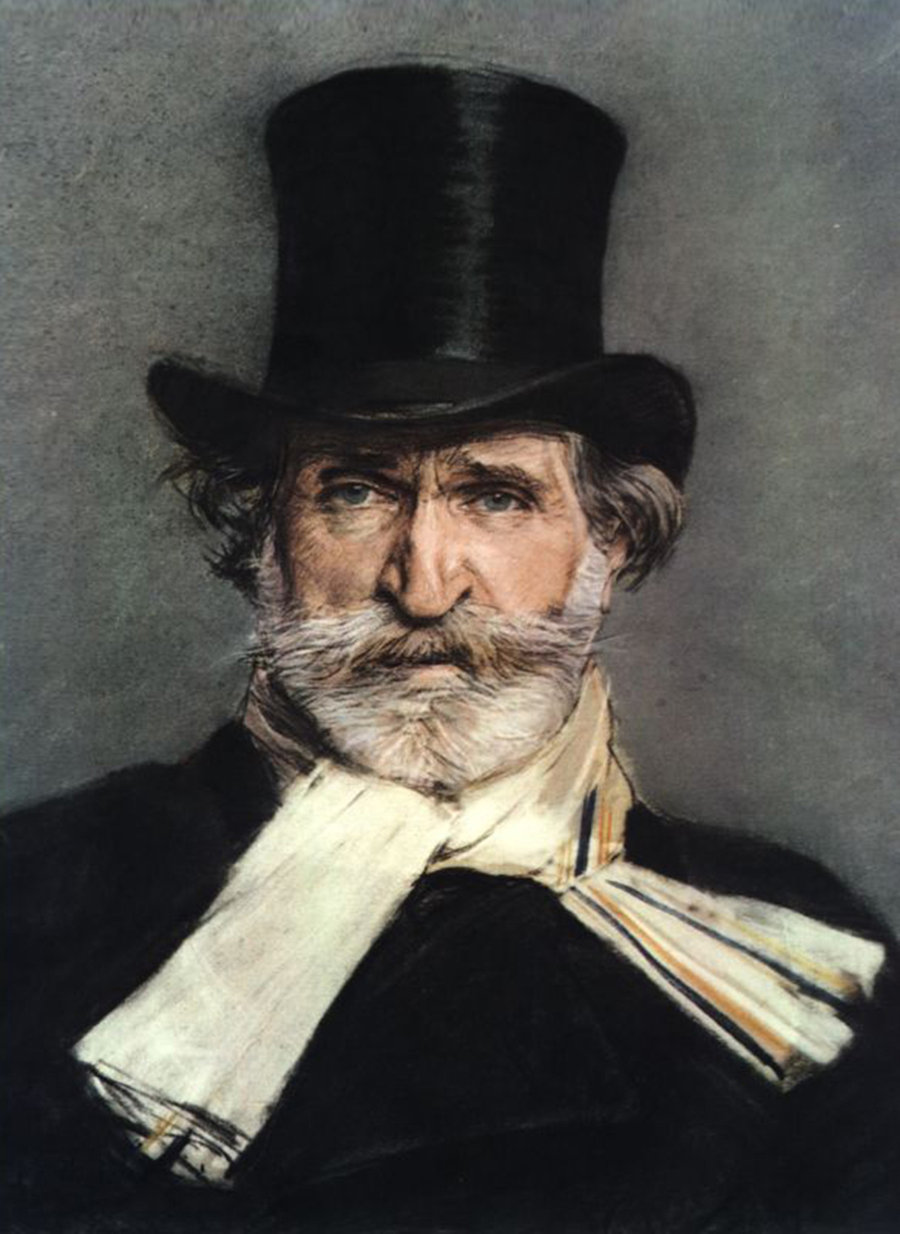
Giuseppe Verdi († 27. ledna)

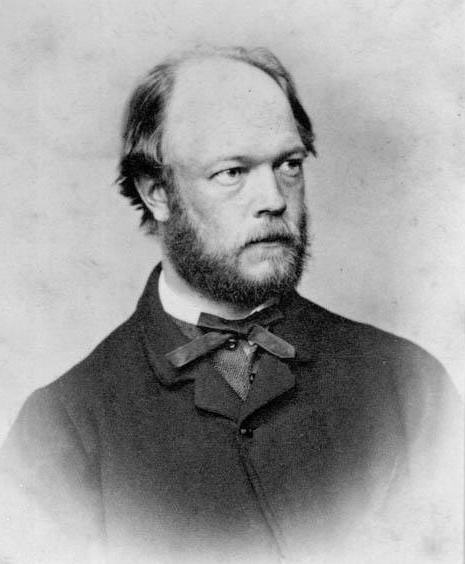
Peter Guthrie Tait († 4. července)

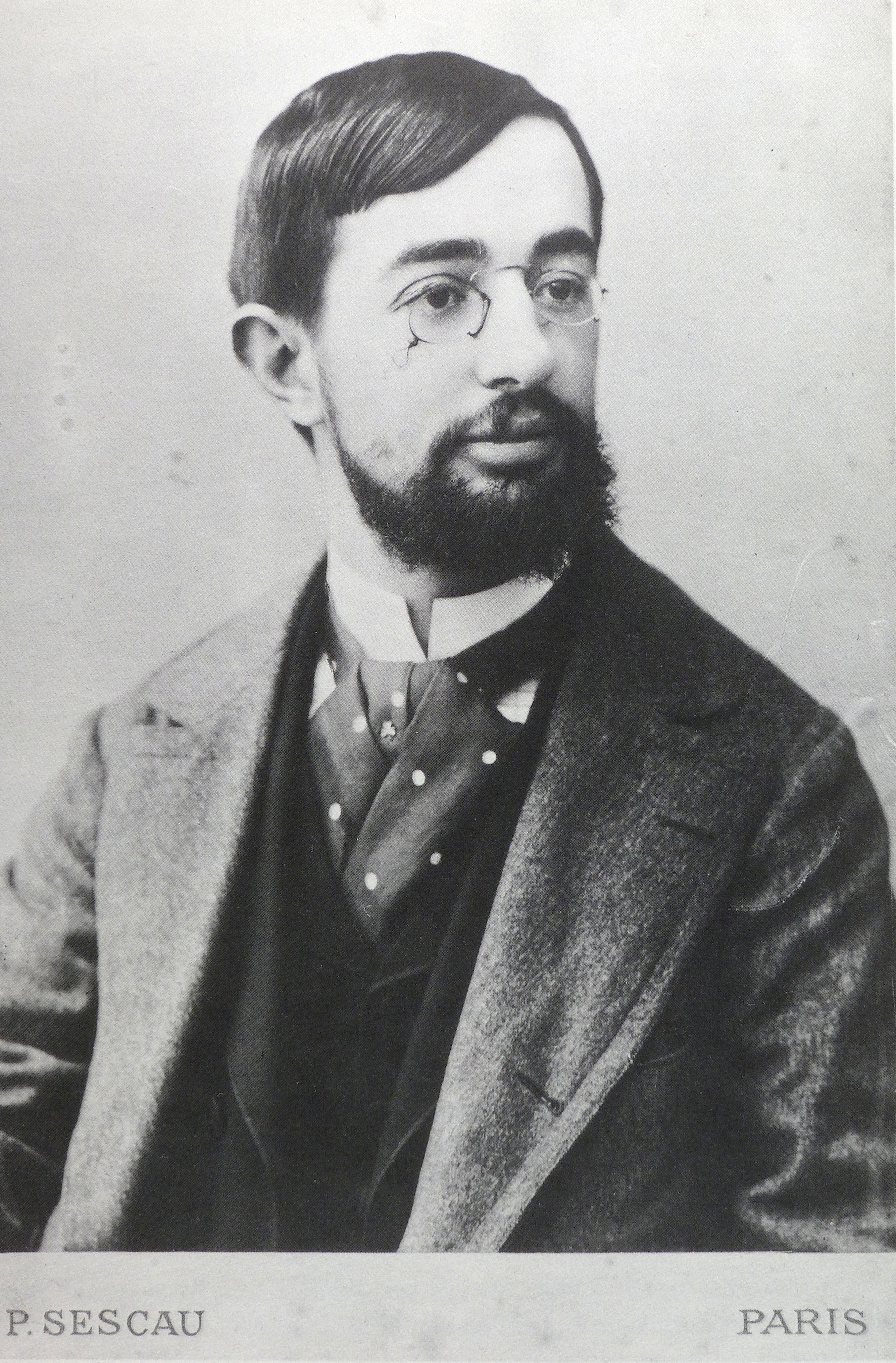
Henri de Toulouse-Lautrec († 9. září)

- 11. ledna – Vasilij Sergejevič Kalinnikov, ruský hudební skladatel (* 13. ledna 1866)
- 14. ledna – Charles Hermite, francouzský matematik (* 24. prosince 1822)
- 16. ledna
  - Jules Barbier, francouzský spisovatel (* 8. března 1825)
  - Arnold Böcklin, švýcarský malíř (* 16. října 1827)
- 20. ledna – Zénobe Gramme, belgický vynálezce (* 4. dubna 1826)
- 22. ledna – Viktorie, královna Velké Británie a Irska (* 24. května 1819).
- 27. ledna – Giuseppe Verdi, italský operní skladatel (* 10. října 1813)
- 28. ledna – Henri de Bornier, francouzský dramatik a básník (* 25. prosince 1825)
- 03. února – Jukiči Fukuzawa, japonský pedagog, autor a novinář (* 10. ledna 1835)
- 06. února – Wilfried Paulsen, německý šachový mistr (* 31. července 1828)
- 10. února
  - Telemaco Signorini, italský malíř (* 18. srpna 1835)
  - Max von Pettenkofer, německý lékař – hygienik (* 3. prosince 1818)
- 11. února
  - Ramón de Campoamor y Campoosorio, španělský básník a politik (* 24. září 1817)
  - Milan I. Obrenović, srbský kníže a poté srbský král (* 22. srpna 1854)
- 21. února – Henry Peach Robinson, anglický fotograf (* 9. července 1830)
- 02. března – George Dawson, kanadský vědec a zeměměřič (* 1. srpna 1849)
- 06. března – John Jabez Edwin Mayall, anglický portrétní fotograf (* 17. září 1813)
- 12. března – Jovan Ilić, srbský básník a politik (* 15. srpna 1824)
- 13. března
  - Januárie Marie Brazilská, brazilská princezna a portugalská infantka (* 11. března 1822)
  - Benjamin Harrison, 23. prezident Spojených států (* 20. srpna 1833)
- 23. března – Konstantin Stoilov, bulharský politik (* 23. září 1853)
- 26. března – Gundaker Wurmbrand-Stuppach, předlitavský politik (* 9. května 1838)
- 01. dubna – François-Marie Raoult, francouzský chemik (* 10. května 1830)
- 27. května – Artur Hazelius, švédský učitel, jazykovědec a folklorista (* 30. listopadu 1833)
- 30. května
  - Wilhelm von Bismarck, německý politik, syn říšského kancléře Otto von Bismarcka (* 1. srpna 1852)
  - Victor D'Hondt, belgický právník, obchodník a matematik (* 20. listopadu 1841)
- 17. června – Cornelius Gurlitt, německý hudební skladatel (* 10. února 1820)
- 27. června – Joseph Ladue, zlatokop, obchodník a zakladatel města Dawson (* 28. července 1855)
- 04. července – Peter Guthrie Tait, skotský matematik a fyzik (* 28. dubna 1831)
- 06. července – Chlodwig zu Hohenlohe-Schillingsfürst, německý politik, říšský kancléř (* 31. března 1819)
- 07. července – Johanna Spyri, švýcarská spisovatelka knih pro děti (* 12. června 1827)
- 16. července – Marie Izabela Toskánská, rakouská arcivévodkyně, provdaná hraběnka z Trapani (* 21. května 1834)
- 18. července – Carlo Alfredo Piatti, italský violoncellista, hudební skladatel a pedagog (* 8. ledna 1822)
- 05. srpna – Viktorie Sasko-Koburská, německá císařovna a pruská královna (* 21. listopadu 1840)
- 07. srpna – Josiah Johnson Hawes, americký fotograf (* 20. února 1808)
- 12. srpna – Adolf Erik Nordenskjöld, finsko-švédský botanik, geolog a cestovatel (* 18. listopadu 1832)
- 13. srpna – Domenico Morelli, italský malíř (* 4. srpna 1826)
- 17. srpna – Edmond Audran, francouzský varhaník a operetní skladatel (* 11. dubna 1842)
- 18. srpna – Evan James, velšský ragbista (* 1869)
- 27. srpna – Rudolf Haym, německý filozof a teolog (* 5. října 1821)
- 03. září – Friedrich Chrysander, německý hudební vědec (* 8. července 1826)
- 09. září – Henri de Toulouse-Lautrec, francouzský malíř a grafik (* 24. listopadu 1864)
- 14. září – William McKinley, 25. prezident Spojených států (* 29. ledna 1843)
- 06. října – Charles Henry Stanley, anglický šachista (* září 1819)
- 20. října – Julian Niedzielski, rakouský architekt (* 18. května 1849)
- 26. října – Alfred Tysoe, britský atlet, dvojnásobný olympijský vítěz (* 21. března 1874)
- 29. října – Leon Czolgosz, atentátník, zabil amerického prezidenta Williama McKinleyho (* 1. ledna 1873)
- 24. listopadu – John Owen, anglický duchovní a šachista (* 1. června 1827)
- 25. listopadu – Josef Gabriel Rheinberger, německý hudební skladatel a klavírista (* 17. března 1839)
- 26. listopadu – Gottfried Schenker, švýcarský podnikatel (* 14. února 1842)
- 28. listopadu – Ludvig Grundtvig, dánský fotograf a malíř (* 1. května 1836)
- 06. prosince – Bertha Wehnert-Beckmann, německá fotografka (* 25. ledna 1815)
- 10. prosince – Dorothy Catherine Draper, první žena na fotografii (* 6. srpna 1807)
- 11. prosince – Wilhelm Bogusławski, polský právník a historik (* 1825)

## Hlavy států

### Monarchové a patriarchové
- České království – František Josef I.
- Uherské království – František Josef I.
- Rakouské císařství – František Josef I.
- Papež – Lev XIII.
- Království Velké Británie – Viktorie / Eduard VII.
- Rusko – Mikuláš II.
- Prusko – Vilém II. Pruský
- Dánsko – Kristián IX.
- Švédsko – Oskar II.
- Norsko – Oskar II.
- Belgie – Leopold II. Belgický
- Nizozemsko – Vilemína
- Lucembursko – Adolf Lucemburský
- Řecko – Jiří I. Řecký
- Španělsko – Alfons XIII. Španělský
- Portugalsko – Karel I. Portugalský
- Itálie – Viktor Emanuel III.
- Osmanská říše – Abdulhamid II.
- Japonsko – Meidži
- Čínské císařství – Kuang-Sü, fakticky: Cch'-si

### Prezidenti
- Francie – Émile Loubet
- USA – William McKinley / Theodore Roosevelt
- Brazílie – Manuel Ferraz de Campos Sales